# Cymopterus sessiliflorus
Cymopterus sessiliflorus är en flockblommig växtart som först beskrevs av W.L.Theob. och C.C.Tseng, och fick sitt nu gällande namn av Ronald Lee Hartman. Cymopterus sessiliflorus ingår i släktet Cymopterus och familjen flockblommiga växter. Inga underarter finns listade i Catalogue of Life.